# Arafel

De vlag van Arafel

Arafel is een fictief land uit de boekencyclus Het Rad des Tijds van de schrijver Robert Jordan.
Arafel is een land dat in het noorden van de Oude Wereld ligt. Ten noorden van het land loopt De Verwording, ten oosten de grens met Shienar en ten westen de grens met Kandor. De hoofdstad van Arafel is Shol Arbela, waar koning Paiter Nachiman zetelt.
Arafel behoort tot de zogenaamde Grenslanden; Zij dienen ervoor te zorgen dat de Oude Wereld gevrijwaard blijft van invallen van de schepsels van de Duistere. Het leger van Arafel staat bekend om zijn bekwame zwaardvechters, die te allen tijde twee zwaarden op hun rug dragen.
Krijgslieden van Arafel zijn, evenals die van Shienar, makkelijk te herkennen aan hun haardracht; ze dragen hun haar in twee lange vlechten. Het uiterlijk van de oorspronkelijke bewoners van Arafel wijkt af van de rest van de Grenslanden. Mensen uit Arafel hebben een bleke huid en lijken ongewoon grote ogen te hebben.
Aiel-woestijn · Altara · Amadicia · Andor · Arad Doman · Arafel · Cairhien · Eilanden van het Zeevolk · Falme · Geldan · Illian · Kandor · Land van de Waanzinnigen · Malkier · Mayene · Morland · Saldea · Seanchan · Shara · Shienar · Tarabon · Tar Valon · Tyr · de Verwording